# Klaus Kabitzsch
Klaus Kabitzsch (* 1953 in Lützen) ist ein deutscher Ingenieur und Professor für Technische Informationssysteme. Er war Prodekan der Fakultät Informatik an der Technischen Universität Dresden.

## Leben und Wirken
Klaus Kabitzsch wurde als Sohn eines selbständigen Tischlermeisters geboren. Von 1960 bis 1968 besuchte er die Polytechnische Oberschule (POS) in Lützen und danach die Erweiterte Oberschule (EOS), wo er 1972 das Abitur ablegte. Er studierte anschließend an der Technischen Hochschule Ilmenau (TH Ilmenau) Informationstechnik (Nachrichtentechnik) mit dem Schwerpunkt Höchstfrequenztechnik. 1976 schloss er sein Studium als Diplom-Ingenieur mit Auszeichnung ab.
Er war im Anschluss als wissenschaftlicher Assistent am Lehrstuhl für Elektronische Schaltungstechnik der TH Ilmenau tätig. Während dieser Zeit erarbeitete er auch seine Dissertation zum rechnergestützten Entwurf linearer Schaltungen mit akustoelektronischen Bauelementen. Er promovierte 1982 zum Doktor-Ingenieur (Dr.-Ing.) an der TH Ilmenau.
Seit 1981 arbeitete Kabitzsch in der Industrie im Betrieb Automatisierungstechnik Leipzig (ATL) und im Institut für Landmaschinentechnik Leipzig. Beide Institutionen gehörten zum Kombinat Fortschritt Landmaschinen, dem größten Landtechnikhersteller der DDR, in dem der gesamte Landmaschinenbau und Teile des Nahrungsgütermaschinenbaus zusammengefasst waren. Hier befasste er sich speziell mit der Mikrorechnertechnik für typische Anwendungsgebiete der Automatisierung in der Land- und Nahrungsgütertechnik. Aus dieser praktischen Tätigkeit heraus entstand auch sein Fachbuch Mikrorechner in der Automatisierungspraxis.
Kabitzsch wechselte Anfang 1989 an die Technische Hochschule Leipzig, Sektion Automatisierungsanlagen (Direktor: Werner Richter) als Oberassistent im Wissenschaftsbereich Automatisierungssysteme, ab 1991 Institut für Automatisierungssysteme (Leiter: Werner Kriesel). Während dieser Tätigkeit entstand auch seine Habilitationsschrift (Dissertation B) zu Architekturen der Kleinautomatisierung mit variierender Kosten-Stückzahl-Relation. 1991 erfolgte seine Promotion zum Doktor der Wissenschaften (Dr. sc. techn.), später als Habilitation (Dr.-Ing. habil.) anerkannt. Zudem erwarb er davor seine Lehrbefähigung für das Fachgebiet Automatisierungstechnik.
Zum Wintersemester 1992 wurde Kabitzsch als Professor für Informationssysteme an den Fachbereich Elektrotechnik der im Juli 1992 neu gegründeten Hochschule für Technik, Wirtschaft und Kultur Leipzig (HTWK-Gründungsrektor: Klaus Steinbock) berufen. Nach einem Jahr folgte er einem Ruf an die Technische Universität Dresden, Fakultät Informatik. Diese Fakultät ist die größte Informatikausbildungsstätte in Sachsen und deckt das gesamte Spektrum des Fachgebietes ab. Hier übernahm Kabitzsch die C 4-Professur für Technische Informationssysteme (TIS) am Institut für Angewandte Informatik (Direktor: Martin Wollschlaeger).
Kabitzsch war hier Mitglied des Fakultätsrates und wurde zum Prodekan der Fakultät Informatik gewählt.

## Schwerpunkte in Lehre und Forschung
Am Institut für Angewandte Informatik umfasst das Lehrgebiet von Kabitzsch in erster Linie Softwaretechnologien zur Implementierung von Methoden der Regelungstechnik und Automatisierungstechnik für technische Informationssysteme. Dies erstreckt sich von der Echtzeitprogrammierung bis hin zum Einsatz der Künstlichen Intelligenz für technische Informationssysteme. Im Mittelpunkt stehen hierbei Technologien der rechnerbasierten Entwurfs- und Simulationstechnik, die mit entsprechender Echtzeiterweiterung eine Grundlage des simulationsbasierten Designs und der zugehörigen Tools bilden.
Die Forschungsarbeiten an der Professur Kabitzsch umfassen mehr als 10 nationale und internationale Forschungsprojekte, die parallel sowie in enger Kooperation mit lokalen und internationalen Partnern durchgeführt werden. Dazu gehört auch die Teilnahme am Spitzencluster Cool Silicon e. V. im Silicon Saxony. Anwendungsgebiete sind insbesondere Kommunikationstechnologien für die Gebäudeautomation, vernetzte Sensoren sowie Assistenzsysteme für Senioren und Behinderte.

## Publikationen (Auswahl)
- Mikrorechner in der Automatisierungspraxis – ausgewählte Probleme der Software- und Hardwaregestaltung. Akademie-Verlag, Berlin 1987, ISBN 978-3-05-500243-4.
- Kabitzsch, K., Kriesel, W., Kappert, M.: Systemkonzept eines dezentralen Mikrorechnersystems der mittleren Leistungsklasse für stationäre und mobile Anwendungen. Wissenschaftliche Berichte TH Leipzig (1990) 4, S. 30–34.
- Kabitzsch, K., Kriesel, W., Lippik, D.: Diagnose von Mikrosystemen. Mikroelektronik/Mikrosystemtechnik, Berlin 7 (1993) 4, S. L-LI.
- Kabitzsch, K., Kriesel, W., Wurlitzer, T.: On-Line-Diagnose paralleler und verteilter Rechnersysteme mit Hilfe eines Event-Prozessors. ELEKTRIE, Berlin 47 (1993) 11, S. 441–447.
- Holzmüller, T., Kabitzsch, K., Kriesel, W.: Diagnose paralleler und verteilter Echtzeitsysteme durch Sychronieanalyse. Fachkongress MessComp '94 in Wiesbaden, Kongressband 1994, S. 519–526.
- mit D. Dietrich, G. Pratl: LONWORKS Planerhandbuch – für Planer, Architekten und Betreiber. LON-Nutzer-Organisation e.V. VDE-Verlag, Berlin; Offenbach 2002, ISBN 978-3-8007-2599-1.
- Schach, R., Kabitzsch, K., Höschele, V., Otto, J.: Integriertes Facility Management. expert Verlag, Renningen, 2005, ISBN 3-8169-2467-0.
- als Hrsg. mit V. Vasyutynskyy: Test und Diagnose von Maschinen, Anlagen und ihrer Software. Tagungsband. Technische Universität, Dresden 2006, ISBN 978-3-86005-553-3.
- Eichelberg, M., Kabitzsch, K. et al.: Interoberabilität von AAL-Systemkomponenten. Teil 1: Stand der Technik. VDE Verlag, Berlin, 2010, ISBN 978-3-8007-3196-1.
- Clement, J., Plönnigs, J., und Kabitzsch, K.: Lernen eines ADL-Tagesprofils menschlichen Verhaltens mittels hierarchisch aufgebautem Markov Modell. Demographischer Wandel – Assistenzsysteme aus der Forschung in den Markt. Tagungsband des 4. Deutschen AAL-Kongresses. VDE Verlag, Berlin  2011, ISBN 978-3-8007-3323-1.
- Schmidt, F., Kabitzsch, K., Clement, J., Hildebrandt, D., Richter, K.-P., Hirschfeld, D.: Automatisierte Assistenz in Gefahrensituationen – das Projekt AutAGef und sein Geschäftsmodell. Demographischer Wandel – Assistenzsysteme aus der Forschung in den Markt, Tagungsband des 4. Deutschen AAL-Kongresses. VDE Verlag, Berlin 2011, ISBN 978-3-8007-3323-1.
- Dibowski, H., Kabitzsch, K.: Ontology-Based Device Descriptions and Device Repository for Building Automation Devices. SpringerLink (Online service) 2011.
- Clement, J., Plönnigs, J., und Kabitzsch, K.: Intelligente Zähler – ADLs erkennen und individualisieren. 5. Deutscher AAL-Kongress, Berlin 2012, ISBN 978-3-8007-3400-9.
- Ploennigs, J., Dibowski, H., Ryssel, U., Kabitzsch, K.: Ganzheitlicher, automatischer Entwurf drahtloser Gebäudeautomationssysteme. Automatisierungstechnik (at), Vol. 61, No. 6, 2013, S. 393–402.
- Welge, R., Busch, B.-H., Kabitzsch, K., Laurila-Epe, J., Heusinger, S., Lipprandt, M., Eichelberg, M., Eichenberg, E., Engelien, H., Gök, M., Moritz, G., Hein, A.: Ontologiebasierte Repräsentation von Integrationsprofilen. Tagungsband Ambient Assisted Living, 6. Deutscher AAL-Kongress mit Ausstellung, Paper 13.1. VDE Verlag, Berlin 2013, ISBN 978-3-8007-3484-9.
- Kozak, W., Stein, D., Felsmann, C., Hensel, B., Kabitzsch, K., Rieckhof, F., Rösler, M.: AmI-basierte Regelung von Klimaanlagen und Anwendung auf das Phänomen der „Trockenen Luft“. Bundesanstalt für Arbeitsschutz und Arbeitsmedizin (Hrsg.), Dortmund, 2014, ISBN 978-3-88261-033-8.